# 全米映画俳優組合賞女優賞 (コメディシリーズ)
全米映画俳優組合賞女優賞・コメディシリーズ部門（ぜんべいえいがはいゆうくみあいしょうじょゆうしょう・コメディシリーズぶもん、Screen Actors Guild Award for Outstanding Performance by a Female Actor in a Comedy Series）は、コメディ・テレビシリーズで優れた演技を披露した女優に対して映画俳優組合が贈る賞である。

## 統計
| 最高記録                 | ドラマシリーズ女優                | ドラマシリーズ女優 | コメディシリーズ女優              | コメディシリーズ女優 | 総計                              | 総計 |
| ------------------------ | --------------------------------- | ------------------ | --------------------------------- | -------------------- | --------------------------------- | ---- |
| 最多受賞者               | ジュリアナ・マルグリーズ          | 4                  | ジュリア・ルイス＝ドレイファス    | 5                    | ジュリア・ルイス＝ドレイファス    | 5    |
| 最多候補者               | ジュリアナ・マルグリーズ          | 9                  | ジュリア・ルイス＝ドレイファス    | 12                   | イーディ・ファルコ                | 14   |
| 受賞経験無しの最多候補者 | キーラ・セジウィック              | 7                  | イーディ・ファルコ                | 7                    | キーラ・セジウィック              | 7    |
| 複数の受賞者を持つ作品   | 『ザ・クラウン』                  | 3                  | 『30 ROCK/サーティー・ロック』    | 4                    | 『30 ROCK/サーティー・ロック』    | 4    |
| 複数の候補者を持つ作品   | 『ザ・ソプラノズ 哀愁のマフィア』 | 11                 | 『ふたりは友達? ウィル&グレイス』 | 9                    | 『ザ・ソプラノズ 哀愁のマフィア』 | 11   |

## 受賞及び候補者一覧

### 1990年代
| 年   | 受賞及び候補者                 | 作品名                                | 役名                     |
| ---- | ------------------------------ | ------------------------------------- | ------------------------ |
| 1994 | ヘレン・ハント                 | 『あなたにムチュー』                  | ジェイミー・バックマン   |
| 1994 | ロザンヌ・バー                 | Roseanne                              | ロザンヌ・コナー         |
| 1994 | キャンディス・バーゲン         | 『TVキャスター マーフィー・ブラウン』 | マーフィー・ブラウン     |
| 1994 | エレン・デジェネレス           | Ellen                                 | エレン・モーガン         |
| 1994 | ジュリア・ルイス＝ドレイファス | 『となりのサインフェルド』            | エレイン・ベネス         |
| 1995 | クリスティーン・バランスキー   | Cybill                                | メリーアン・ソープ       |
| 1995 | キャンディス・バーゲン         | 『TVキャスター マーフィー・ブラウン』 | マーフィー・ブラウン     |
| 1995 | ヘレン・ハント                 | 『あなたにムチュー』                  | ジェイミー・バックマン   |
| 1995 | リサ・クドロー                 | 『フレンズ』                          | フィービー・ブッフェ     |
| 1995 | ジュリア・ルイス＝ドレイファス | 『となりのサインフェルド』            | エレイン・ベネス         |
| 1996 | ジュリア・ルイス＝ドレイファス | 『となりのサインフェルド』            | エレイン・ベネス         |
| 1996 | クリスティーン・バランスキー   | Cybill                                | メリーアン・ソープ       |
| 1996 | エレン・デジェネレス           | Ellen                                 | エレン・モーガン         |
| 1996 | ヘレン・ハント                 | 『あなたにムチュー』                  | ジェイミー・バックマン   |
| 1996 | クリステン・ジョンストン       | 3rd Rock from the Sun                 | サリー・ソロモン         |
| 1997 | ジュリア・ルイス＝ドレイファス | 『となりのサインフェルド』            | エレイン・ベネス         |
| 1997 | カースティ・アレイ             | 『ヴェロニカ's クローゼット』         | ヴェロニカ・チェイス     |
| 1997 | エレン・デジェネレス           | Ellen                                 | エレン・モーガン         |
| 1997 | キャリスタ・フロックハート     | 『アリー my Love』                    | アリー・マクビール       |
| 1997 | ヘレン・ハント                 | 『あなたにムチュー』                  | ジェイミー・バックマン   |
| 1998 | トレイシー・ウルマン           | Tracey Takes On...                    | 多数のキャラクター       |
| 1998 | キャリスタ・フロックハート     | 『アリー my Love』                    | アリー・マクビール       |
| 1998 | リサ・クドロー                 | 『フレンズ』                          | フィービー・ブッフェ     |
| 1998 | ジュリア・ルイス＝ドレイファス | 『となりのサインフェルド』            | エレイン・ベネス         |
| 1998 | エイミー・ピエッツ             | 『キャロライン in N.Y.』              | アニー・スパダーロ       |
| 1999 | リサ・クドロー                 | 『フレンズ』                          | フィービー・ブッフェ     |
| 1999 | キャリスタ・フロックハート     | 『アリー my Love』                    | アリー・マクビール       |
| 1999 | ルーシー・リュー               | 『アリー my Love』                    | リン・ウー               |
| 1999 | サラ・ジェシカ・パーカー       | 『セックス・アンド・ザ・シティ』      | キャリー・ブラッドショー |
| 1999 | トレイシー・ウルマン           | Tracey Takes On...                    | 多数のキャラクター       |

### 2000年代
| 年   | 受賞及び候補者                 | 作品名                                 | 役名                       |
| ---- | ------------------------------ | -------------------------------------- | -------------------------- |
| 2000 | サラ・ジェシカ・パーカー       | 『セックス・アンド・ザ・シティ』       | キャリー・ブラッドショー   |
| 2000 | キャリスタ・フロックハート     | 『アリー my Love』                     | アリー・マクビール         |
| 2000 | ジェーン・カツマレク           | 『マルコム in the Middle』             | ロイス                     |
| 2000 | デブラ・メッシング             | 『ふたりは友達? ウィル&グレイス』      | グレイス・アドラー         |
| 2000 | メーガン・ムラーリー           | 『ふたりは友達? ウィル&グレイス』      | カレン・ウォーカー         |
| 2001 | メーガン・ムラーリー           | 『ふたりは友達? ウィル&グレイス』      | カレン・ウォーカー         |
| 2001 | ジェニファー・アニストン       | 『フレンズ』                           | レイチェル・グリーン       |
| 2001 | キム・キャトラル               | 『セックス・アンド・ザ・シティ』       | サマンサ・ジョーンズ       |
| 2001 | パトリシア・ヒートン           | 『HEY!レイモンド』                     | デブラ・バローネ           |
| 2001 | サラ・ジェシカ・パーカー       | 『セックス・アンド・ザ・シティ』       | キャリー・ブラッドショー   |
| 2002 | メーガン・ムラーリー           | 『ふたりは友達? ウィル&グレイス』      | カレン・ウォーカー         |
| 2002 | ジェニファー・アニストン       | 『フレンズ』                           | レイチェル・グリーン       |
| 2002 | サラ・ジェシカ・パーカー       | 『セックス・アンド・ザ・シティ』       | キャリー・ブラッドショー   |
| 2002 | パトリシア・ヒートン           | 『HEY!レイモンド』                     | デブラ・バローネ           |
| 2002 | ジェーン・カツマレク           | 『マルコム in the Middle』             | ロイス                     |
| 2003 | メーガン・ムラーリー           | 『ふたりは友達? ウィル&グレイス』      | カレン・ウォーカー         |
| 2003 | パトリシア・ヒートン           | 『HEY!レイモンド』                     | デブラ・バローネ           |
| 2003 | リサ・クドロー                 | 『フレンズ』                           | フィービー・ブッフェ       |
| 2003 | デブラ・メッシング             | 『ふたりは友達? ウィル&グレイス』      | グレイス・アドラー         |
| 2003 | ドリス・ロバーツ               | 『HEY!レイモンド』                     | マリー・バローネ           |
| 2004 | テリー・ハッチャー             | 『デスパレートな妻たち』               | スーザン・メイヤー         |
| 2004 | パトリシア・ヒートン           | 『HEY!レイモンド』                     | デブラ・バローネ           |
| 2004 | メーガン・ムラーリー           | 『ふたりは友達? ウィル&グレイス』      | カレン・ウォーカー         |
| 2004 | サラ・ジェシカ・パーカー       | 『セックス・アンド・ザ・シティ』       | キャリー・ブラッドショー   |
| 2004 | ドリス・ロバーツ               | 『HEY!レイモンド』                     | マリー・バローネ           |
| 2005 | フェリシティ・ハフマン         | 『デスパレートな妻たち』               | リネット・スカーボ         |
| 2005 | キャンディス・バーゲン         | 『ボストン・リーガル』                 | シャーリー・シュミット     |
| 2005 | パトリシア・ヒートン           | 『HEY!レイモンド』                     | デブラ・バローネ           |
| 2005 | メーガン・ムラーリー           | 『ふたりは友達? ウィル&グレイス』      | カレン・ウォーカー         |
| 2005 | メアリー＝ルイーズ・パーカー   | 『Weeds ママの秘密』                   | ナンシー・ボトウィン       |
| 2006 | アメリカ・フェレーラ           | 『アグリー・ベティ』                   | ベティ・スアレス           |
| 2006 | フェリシティ・ハフマン         | 『デスパレートな妻たち』               | リネット・スカーボ         |
| 2006 | ジュリア・ルイス＝ドレイファス | The New Adventures of Old Christine    | クリスティナ・キャンベル   |
| 2006 | メーガン・ムラーリー           | 『ふたりは友達? ウィル&グレイス』      | カレン・ウォーカー         |
| 2006 | メアリー＝ルイーズ・パーカー   | 『Weeds ママの秘密』                   | ナンシー・ボトウィン       |
| 2006 | ジェイミー・プレスリー         | 『マイネーム・イズ・アール』           | Joy Turner                 |
| 2007 | ティナ・フェイ                 | 『30 ROCK/サーティー・ロック』         | リズ・レモン               |
| 2007 | クリスティナ・アップルゲイト   | 『サマンサ Who?』                      | サマンサ・ニューリー       |
| 2007 | アメリカ・フェレーラ           | 『アグリー・ベティ』                   | ベティ・スアレス           |
| 2007 | メアリー＝ルイーズ・パーカー   | 『Weeds ママの秘密』                   | ナンシー・ボトウィン       |
| 2007 | ヴァネッサ・ウィリアムス       | 『アグリー・ベティ』                   | ウィルミナ・スレイター     |
| 2008 | ティナ・フェイ                 | 『30 ROCK/サーティー・ロック』         | リズ・レモン               |
| 2008 | クリスティナ・アップルゲイト   | 『サマンサ Who?』                      | サマンサ・ニューリー       |
| 2008 | アメリカ・フェレーラ           | 『アグリー・ベティ』                   | ベティ・スアレス           |
| 2008 | メアリー＝ルイーズ・パーカー   | 『Weeds ママの秘密』                   | ナンシー・ボトウィン       |
| 2008 | トレイシー・ウルマン           | Tracey Ullman's State of the Union     | 多数の登場人物             |
| 2009 | ティナ・フェイ                 | 『30 ROCK/サーティー・ロック』         | リズ・レモン               |
| 2009 | クリスティナ・アップルゲイト   | 『サマンサ Who?』                      | サマンサ・ニューリー       |
| 2009 | トニ・コレット                 | 『ユナイテッド・ステイツ・オブ・タラ』 | タラ・グレゴール           |
| 2009 | イーディ・ファルコ             | 『ナース・ジャッキー』                 | ジャッキー・ペイトン       |
| 2009 | ジュリア・ルイス＝ドレイファス | The New Adventures of Old Christine    | クリスティーナ・キャンベル |

### 2010年代
| 年   | 受賞及び候補者                   | 作品名                                           | 役名                                       |
| ---- | -------------------------------- | ------------------------------------------------ | ------------------------------------------ |
| 2010 | ベティ・ホワイト                 | Hot in Cleveland                                 | エルカ・オストロフスキー                   |
| 2010 | イーディ・ファルコ               | 『ナース・ジャッキー』                           | ジャッキー・ペイトン                       |
| 2010 | ティナ・フェイ                   | 『30 ROCK/サーティー・ロック』                   | リズ・レモン                               |
| 2010 | ジェーン・リンチ                 | 『glee/グリー』                                  | スー・シルベスター                         |
| 2010 | ソフィア・ベルガラ               | 『モダン・ファミリー』                           | グロリア・プリチェット                     |
| 2011 | ベティ・ホワイト                 | Hot in Cleveland                                 | エルカ・オストロフスキー                   |
| 2011 | ジュリー・ボーウェン             | 『モダン・ファミリー』                           | クレア・ダンフィー                         |
| 2011 | イーディ・ファルコ               | 『ナース・ジャッキー』                           | ジャッキー・ペイトン                       |
| 2011 | ティナ・フェイ                   | 『30 ROCK/サーティー・ロック』                   | リズ・レモン                               |
| 2011 | ソフィア・ベルガラ               | 『モダン・ファミリー』                           | グロリア・プリチェット                     |
| 2012 | ティナ・フェイ                   | 『30 ROCK/サーティー・ロック』                   | リズ・レモン                               |
| 2012 | ベティ・ホワイト                 | Hot in Cleveland                                 | エルカ・オストロフスキー                   |
| 2012 | エイミー・ポーラー               | 『パークス・アンド・レクリエーション』           | レスリー・ノップ                           |
| 2012 | イーディ・ファルコ               | 『ナース・ジャッキー』                           | ジャッキー・ペイトン                       |
| 2012 | ソフィア・ベルガラ               | 『モダン・ファミリー』                           | グロリア・プリチェット                     |
| 2013 | ジュリア・ルイス＝ドレイファス   | 『Veep/ヴィープ』                                | セリーナ・マイヤー                         |
| 2013 | メイム・ビアリク                 | 『ビッグバン★セオリー/ギークなボクらの恋愛法則』 | エイミー・ファラ・ファウラー               |
| 2013 | ジュリー・ボーウェン             | 『モダン・ファミリー』                           | クレア・ダンフィー                         |
| 2013 | イーディ・ファルコ               | 『ナース・ジャッキー』                           | ジャッキー・ペイトン                       |
| 2013 | ティナ・フェイ                   | 『30 ROCK/サーティー・ロック』                   | リズ・レモン                               |
| 2014 | ウゾ・アドゥーバ                 | 『オレンジ・イズ・ニュー・ブラック』             | スーザン・“クレージー・アイズ”・ウォーレン |
| 2014 | ジュリー・ボーウェン             | 『モダン・ファミリー』                           | クレア・ダンフィー                         |
| 2014 | イーディ・ファルコ               | 『ナース・ジャッキー』                           | ジャッキー・ペイトン                       |
| 2014 | ジュリア・ルイス＝ドレイファス   | 『Veep/ヴィープ』                                | セリーナ・マイヤー                         |
| 2014 | エイミー・ポーラー               | 『パークス・アンド・レクリエーション』           | レスリー・ノップ                           |
| 2015 | ウゾ・アドゥーバ                 | 『オレンジ・イズ・ニュー・ブラック』             | スーザン・“クレージー・アイズ”・ウォーレン |
| 2015 | イーディ・ファルコ               | 『ナース・ジャッキー』                           | ジャッキー・ペイトン                       |
| 2015 | エリー・ケンパー                 | 『アンブレイカブル・キミー・シュミット』         | キミー・シュミット                         |
| 2015 | ジュリア・ルイス＝ドレイファス   | 『Veep/ヴィープ』                                | セリーナ・マイヤー                         |
| 2015 | エイミー・ポーラー               | 『パークス・アンド・レクリエーション』           | レスリー・ノップ                           |
| 2016 | ジュリア・ルイス＝ドレイファス   | 『Veep/ヴィープ』                                | セリーナ・マイヤー                         |
| 2016 | ウゾ・アドゥーバ                 | 『オレンジ・イズ・ニュー・ブラック』             | スーザン・“クレージー・アイズ”・ウォーレン |
| 2016 | ジェーン・フォンダ               | 『グレイス&フランキー』                          | グレイス・ハンソン                         |
| 2016 | エリー・ケンパー                 | 『アンブレイカブル・キミー・シュミット』         | キミー・シュミット                         |
| 2016 | リリー・トムリン                 | 『グレイス&フランキー』                          | フランキー・ベルグステイン                 |
| 2017 | ジュリア・ルイス＝ドレイファス   | 『Veep/ヴィープ』                                | セリーナ・マイヤー                         |
| 2017 | ウゾ・アドゥーバ                 | 『オレンジ・イズ・ニュー・ブラック』             | スーザン・“クレージー・アイズ”・ウォーレン |
| 2017 | アリソン・ブリー                 | 『GLOW: ゴージャス・レディ・オブ・レスリング』   | ルス・ワイルダー                           |
| 2017 | ジェーン・フォンダ               | 『グレイス&フランキー』                          | グレイス・ハンソン                         |
| 2017 | リリー・トムリン                 | 『グレイス&フランキー』                          | フランキー・ベルグステイン                 |
| 2018 | レイチェル・ブロズナハン         | 『マーベラス・ミセス・メイゼル』                 | ミリアム・“ミッジ”・メイゼル               |
| 2018 | アレックス・ボースタイン         | 『マーベラス・ミセス・メイゼル』                 | スージー・マイヤソン                       |
| 2018 | アリソン・ブリー                 | 『GLOW: ゴージャス・レディ・オブ・レスリング』   | ルス・ワイルダー                           |
| 2018 | ジェーン・フォンダ               | 『グレイス&フランキー』                          | グレイス・ハンソン                         |
| 2018 | リリー・トムリン                 | 『グレイス&フランキー』                          | フランキー・ベルグステイン                 |
| 2019 | フィービー・ウォーラー＝ブリッジ | 『Fleabag フリーバッグ』                         | フリーバッグ                               |
| 2019 | クリスティナ・アップルゲイト     | 『デッド・トゥ・ミー 〜さようならの裏に〜』      | ジェン・ハーディング                       |
| 2019 | アレックス・ボースタイン         | 『マーベラス・ミセス・メイゼル』                 | スージー・マイヤソン                       |
| 2019 | レイチェル・ブロズナハン         | 『マーベラス・ミセス・メイゼル』                 | ミリアム・“ミッジ”・メイゼル               |
| 2019 | キャサリン・オハラ               | 『シッツ・クリーク』                             | モイラ・ローズ                             |

### 2020年代
| 年   | 受賞及び候補者               | 作品名                                           | 役名                         |
| ---- | ---------------------------- | ------------------------------------------------ | ---------------------------- |
| 2020 | キャサリン・オハラ           | 『シッツ・クリーク』                             | モイラ・ローズ               |
| 2020 | クリスティナ・アップルゲイト | 『デッド・トゥ・ミー 〜さようならの裏に〜』      | ジェン・ハーディング         |
| 2020 | リンダ・カーデリーニ         | 『デッド・トゥ・ミー 〜さようならの裏に〜』      | ジュディ・ヘイル             |
| 2020 | ケイリー・クオコ             | 『フライト・アテンダント』                       | キャシー・ボーデン           |
| 2020 | アニー・マーフィー           | 『シッツ・クリーク』                             | アレクシス・ローズ           |
| 2021 | ジーン・スマート             | Hacks                                            | デボラ・ヴァンス             |
| 2021 | エル・ファニング             | 『THE GREAT 〜エカチェリーナの時々真実の物語〜』 | エカチェリーナ2世            |
| 2021 | サンドラ・オー               | 『ザ・チェア 〜私は学科長〜』                    | ジユン・キム                 |
| 2021 | ジュノー・テンプル           | 『テッド・ラッソ:破天荒コーチがゆく』            | キーリー・ジョーンズ         |
| 2021 | ハンナ・ワディンガム         | 『テッド・ラッソ:破天荒コーチがゆく』            | レベッカ・ウェルトン         |
| 2022 | ジーン・スマート             | Hacks                                            | デボラ・ヴァンス             |
| 2022 | クリスティナ・アップルゲイト | 『デッド・トゥ・ミー 〜さようならの裏に〜』      | ジェン・ハーディング         |
| 2022 | レイチェル・ブロズナハン     | 『マーベラス・ミセス・メイゼル』                 | ミリアム・“ミッジ”・メイゼル |
| 2022 | キンタ・ブランソン           | 『アボット エレメンタリー』                      | ジャニーン・ティーグス       |
| 2022 | ジェナ・オルテガ             | 『ウェンズデー』                                 | ウェンズデー・アダムス       |
| 2023 | アヨ・エデビリ               | 『一流シェフのファミリーレストラン』             | シドニー・アダム             |
| 2023 | アレックス・ボースタイン     | 『マーベラス・ミセス・メイゼル』                 | スージー・マイヤソン         |
| 2023 | レイチェル・ブロズナハン     | 『マーベラス・ミセス・メイゼル』                 | ミリアム・“ミッジ”・メイゼル |
| 2023 | キンタ・ブランソン           | 『アボット エレメンタリー』                      | ジャニーン・ティーグス       |
| 2023 | ハンナ・ワディンガム         | 『テッド・ラッソ:破天荒コーチがゆく』            | レベッカ・ウェルトン         |
| 2024 | ジーン・スマート             | Hacks                                            | デボラ・ヴァンス             |
| 2024 | クリステン・ベル             | 『こんなのみんなイヤ!』                          | ジョアン                     |
| 2024 | キンタ・ブランソン           | 『アボット エレメンタリー』                      | ジャニーン・ティーグス       |
| 2024 | ライザ・コロン＝ザヤス       | 『一流シェフのファミリーレストラン』             | ティナ・マレロ               |
| 2024 | アヨ・エデビリ               | 『一流シェフのファミリーレストラン』             | シドニー・アダム             |

## 複数回表彰者

### 複数回受賞
2回
- ウゾ・アドゥーバ（英語版）
- ベティ・ホワイト

3回
- メーガン・ムラーリー
- ジーン・スマート

4回
- ティナ・フェイ

5回
- ジュリア・ルイス＝ドレイファス

### 複数回候補者
| 2回 - ジェニファー・アニストン - クリスティーン・バランスキー - アリソン・ブリー - キンタ・ブランソン - キム・キャトラル - アヨ・エデビリ - フェリシティ・ハフマン - ジェーン・カツマレク - エリー・ケンパー - デブラ・メッシング - キャサリン・オハラ - ドリス・ロバーツ - ハンナ・ワディンガム 3回 - キャンディス・バーゲン - アレックス・ボースタイン - ジュリー・ボーウェン - エレン・デジェネレス - アメリカ・フェレーラ - ジェーン・フォンダ - エイミー・ポーラー - ジーン・スマート - リリー・トムリン - トレイシー・ウルマン - ソフィア・ベルガラ - ベティ・ホワイト | 4回 - ウゾ・アドゥーバ - レイチェル・ブロズナハン - キャリスタ・フロックハート - ヘレン・ハント - リサ・クドロー - メアリー＝ルイーズ・パーカー - サラ・ジェシカ・パーカー 5回 - パトリシア・ヒートン 6回 - クリスティナ・アップルゲイト 7回 - イーディ・ファルコ - ティナ・フェイ - メーガン・ムラーリー 12回 - ジュリア・ルイス＝ドレイファス |